# Вроцлавское воеводство (1945—1975)
Вроцлавское воеводство (пол. Województwo wrocławskie) — административная единица на юго-западе Польши в 1945—1975 годах. Площадь воеводства составляла 18,9 тыс. км². Население по состоянию на 1970 год (без учета Вроцлава) — 1973 тысяч человек. Воеводство было расположено на волнистой равнине с широкими речными долинами и холмистыми водоразделами. Южная часть Вроцлавского воеводства была занята хребтами Судет: Кашавские горы, Совьи горы, частично Йизерские горы, Крконоше, Быстшицкие горы.